# Borgerlisten
Borgerlisten (Nederlands: Burgerlijst) is een Deense politieke partij die in 2018 werd opgericht onder de naam  Klaus Riskær Pedersen en daarmee vernoemd naar de oprichter, de controversiële zakenman Klaus Riskær Pedersen (*1955). Pedersen was eerder politiek actief voor Venstre en voor die partij lid van het Europees Parlement. Hij zat later een gevangenisstraf uit voor frauduleuze praktijken.
Bij de parlementsverkiezingen van 2019 verkreeg de partij slechts 0,9% van de stemmen. Pedersen hervormde vervolgens zijn partij en de huidige partijnaam werd in oktober 2019 aangenomen. De partij omschrijft zichzelf als "rood conservatief" en streeft naar een sociale markteconomie en het behoud van een sociaal vangnet. Daarnaast staat duurzaamheid hoog in het vaandel en streeft Pedersen naar een omvangrijke hervorming van het Deense belastingstelsel.

## Verwijzingen
1. ↑  DR: Klaus Riskær vil levebrødspolitikere til livs: Folketinget skal ikke være udviklingsplads for unge KU’ere: "Klaus Riskær Pedersen fortæller videre, at hans parti ideologisk er rødt-konservativt.". Gearchiveerd op 28 juni 2022.